# فيل بافلوف
فيل بافلوف (بالإنجليزية: Phil Pavlov)‏ هو سياسي أمريكي، ولد في 26 مايو 1963 في بورت هورون في الولايات المتحدة. حزبياً، نشط في الحزب الجمهوري. وقد انتخب عضو مجلس نواب ميشيغان ‏.

## وصلات خارجية
- الموقع الرسمي